# Fernando Meirelles

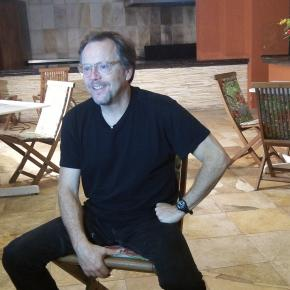
Fernando Meirelles

Fernando Meirelles (São Paulo, 9 november 1955) is een Braziliaans filmregisseur.
Meirelles werd genomineerd voor een Academy Award voor beste regisseur in 2004 voor zijn film Cidade de Deus.

## Filmografie
- The Two Popes, 2019
- 360, 2011
- Blindness, 2008
- The Constant Gardener, 2005
- Cidade dos Homens, 2003
- Cidade de Deus, 2002
- Golden Gate (Palace II)
- Maids, 2001
- Brava Gente, 2000
- The Nutty Boy 2, 1998
- Olhar Eletrônico, 1986

- Biblioteca Nacional de España: XX1739566
- Bibliothèque nationale de France: cb14506804m (data)
- Catàleg d'autoritats de noms i títols de Catalunya: 981058530076606706
- Gemeinsame Normdatei: 13197047X
- International Standard Name Identifier: 0000 0001 1492 4392
- Library of Congress Control Number: nr2002021732
- Nationale Bibliotheek van Tsjechië: pna2006327197
- Nationale Bibliotheek van Israël: 987007422644505171
- Nationale Bibliotheek van Polen: a0000002828976
- Nederlandse Thesaurus van Auteursnamen: 252070909
- SNAC: w6351kkh
- Système universitaire de documentation: 078031664
- Trove: 1446410
- Union List of Artist Names: 500474936
- Virtual International Authority File: 61778500
- WorldCat: E39PBJyhgjhYB8PX7hb3FFRVG3